# Willy Gervin
Willy Viggo Gervin (Copenhaguen, 28 de novembre de 1903 - Roskilde, 8 de juliol de 1951) va ser un ciclista en pista danès que fou professional entre 1933 i 1940.
Anteriorment, com a amateur va prendre part en els Jocs Olímpics de Los Angeles de 1932, en què guanyà una medalla de bronze en la prova de tàndem, fent parella amb Harald Christensen. En la prova de velocitat individual quedà eliminat en quarts de final.

## Palmarès
- 1929
  -  Campió de Dinamarca de velocitat, amateur
- 1930
  - 1r a Nordisk Mesterskab en 1 km
- 1932
  -  Medalla de bronze als Jocs Olímpics de Los Angeles en tàndem